# Heidenreichstein
Heidenreichstein (zastarale česky Kamýk) je město v Rakousku v spolkové zemi Dolní Rakousy v okrese Gmünd. Žije zde přibližně 4 000 obyvatel.

## Historie
Heidenreichstein byl založen mezi lety 1180–1190, oficiální zmínka je kolen roku 1200. Na město byl povýšen v roce 1932.

## Osobnosti města
- Marie von Ebner-Eschenbachová (1830–1916), spisovatelka
- Ingeborg Bachmannová (1926–1973), spisovatelka

## Partnerská města
- Nová Bystřice, Česko

## Galerie

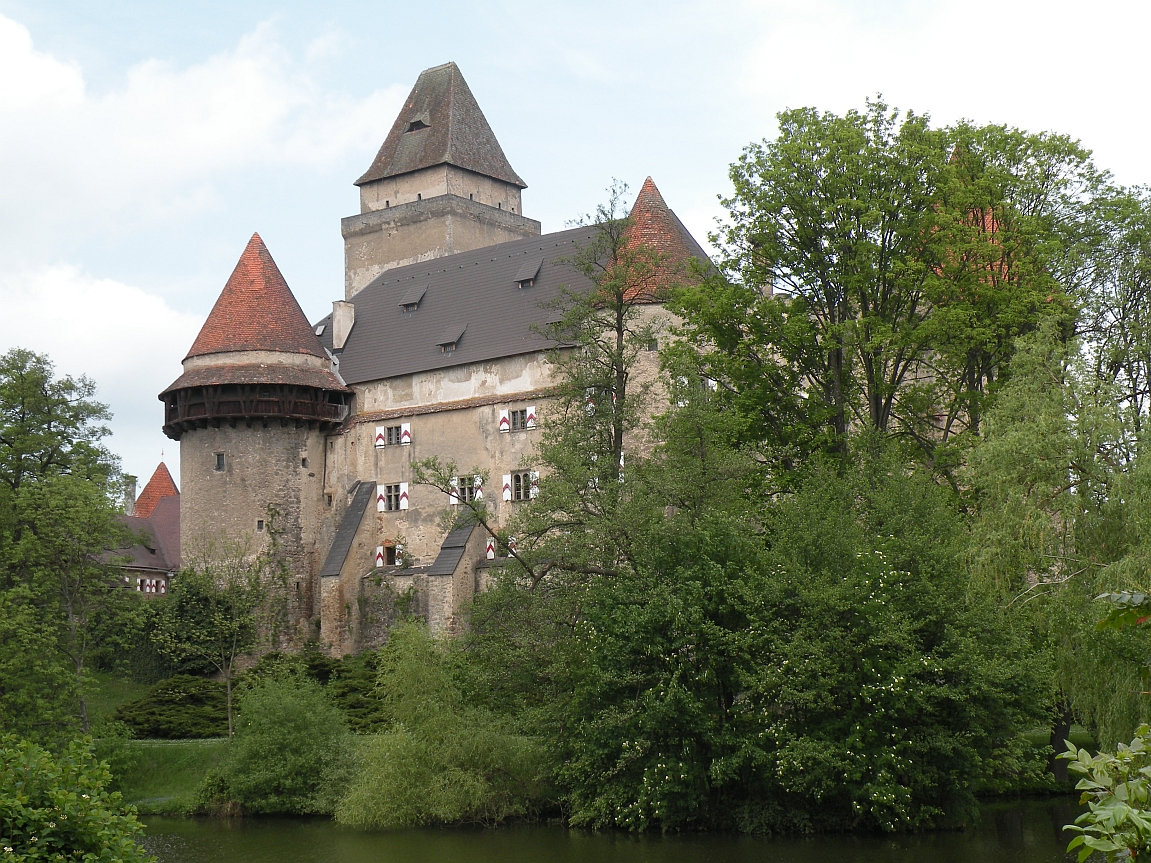
Vodní hrad Heidenreichstein
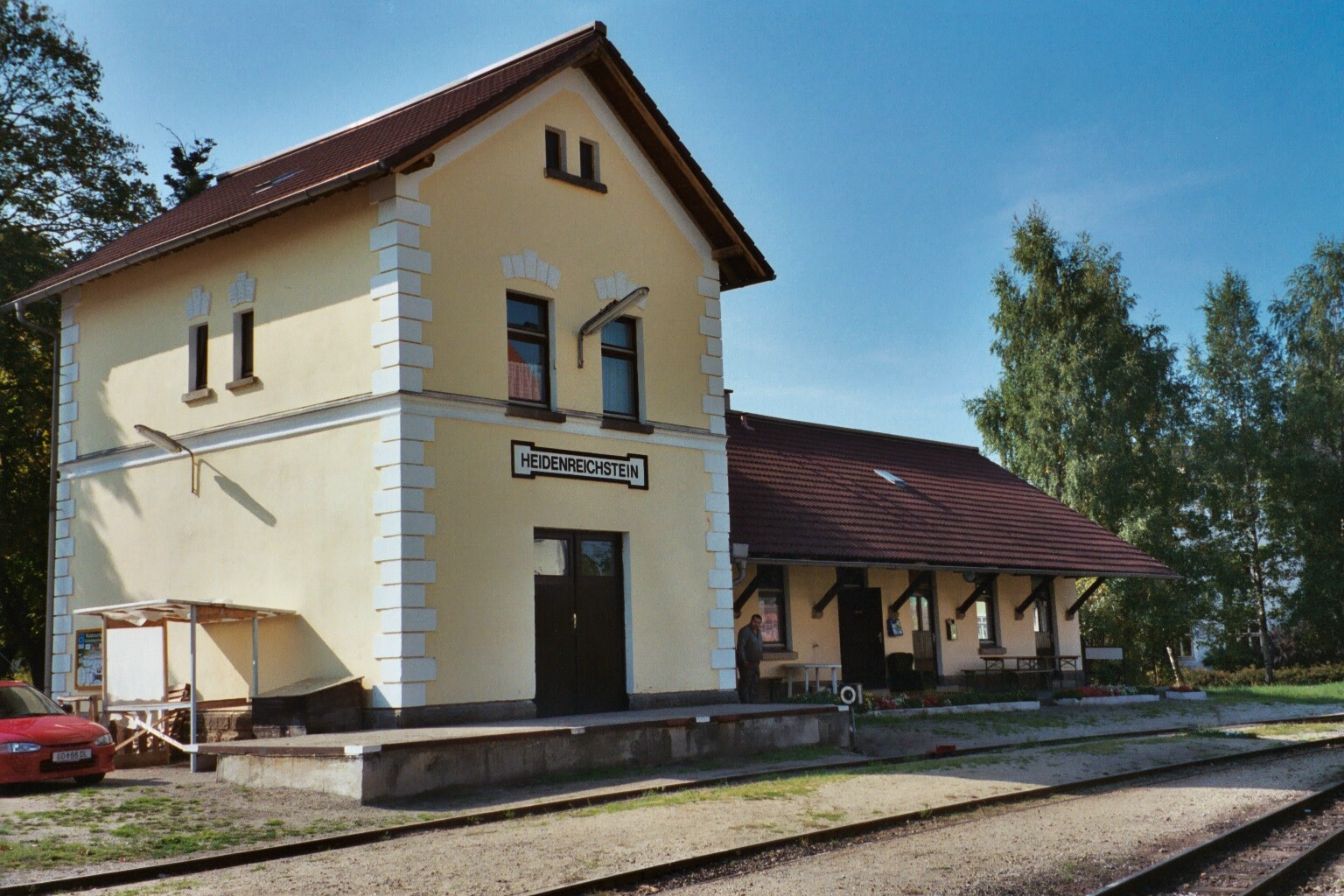
Vlaková zastávka
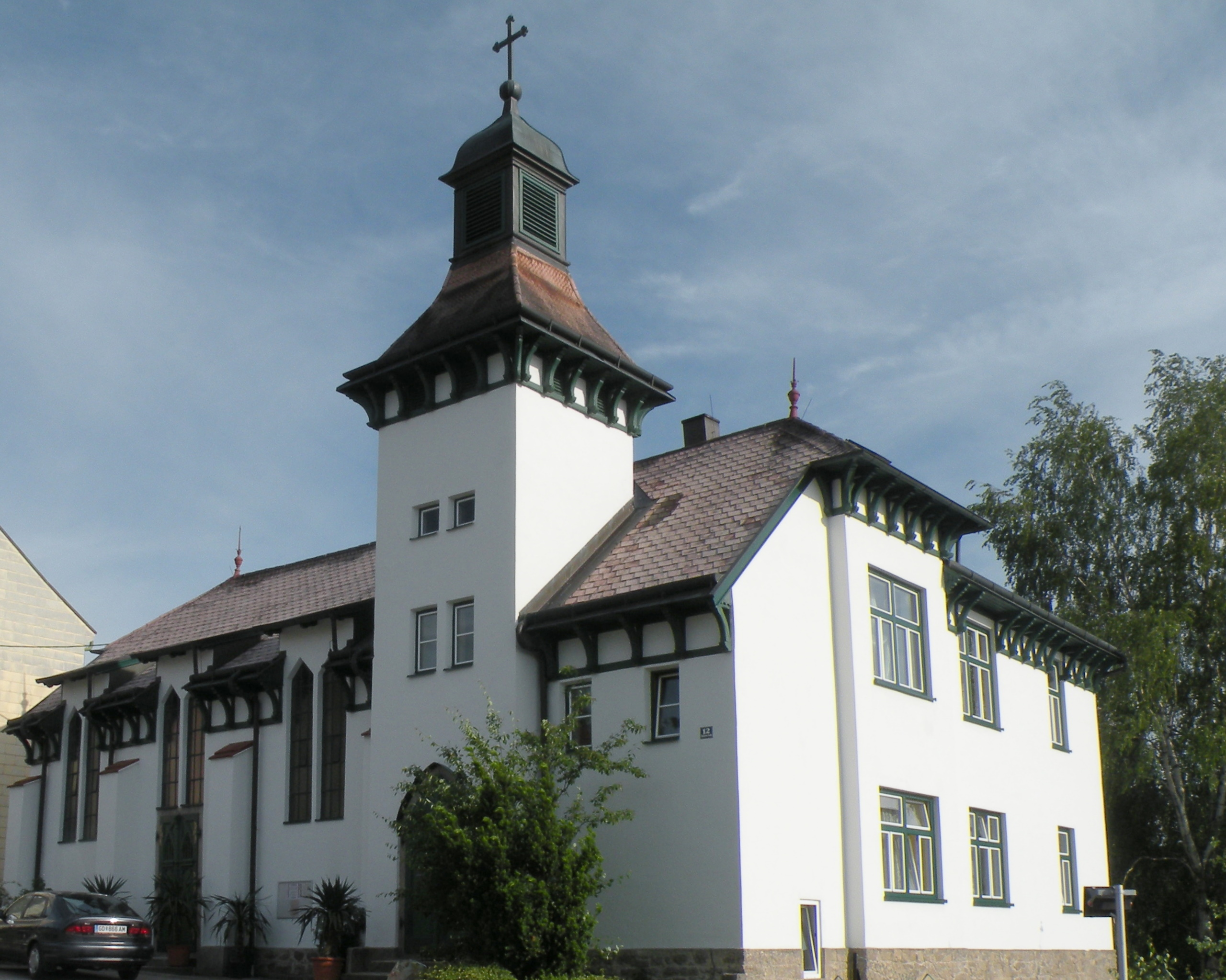
Evangelický kostel v Heidenreichsteinu
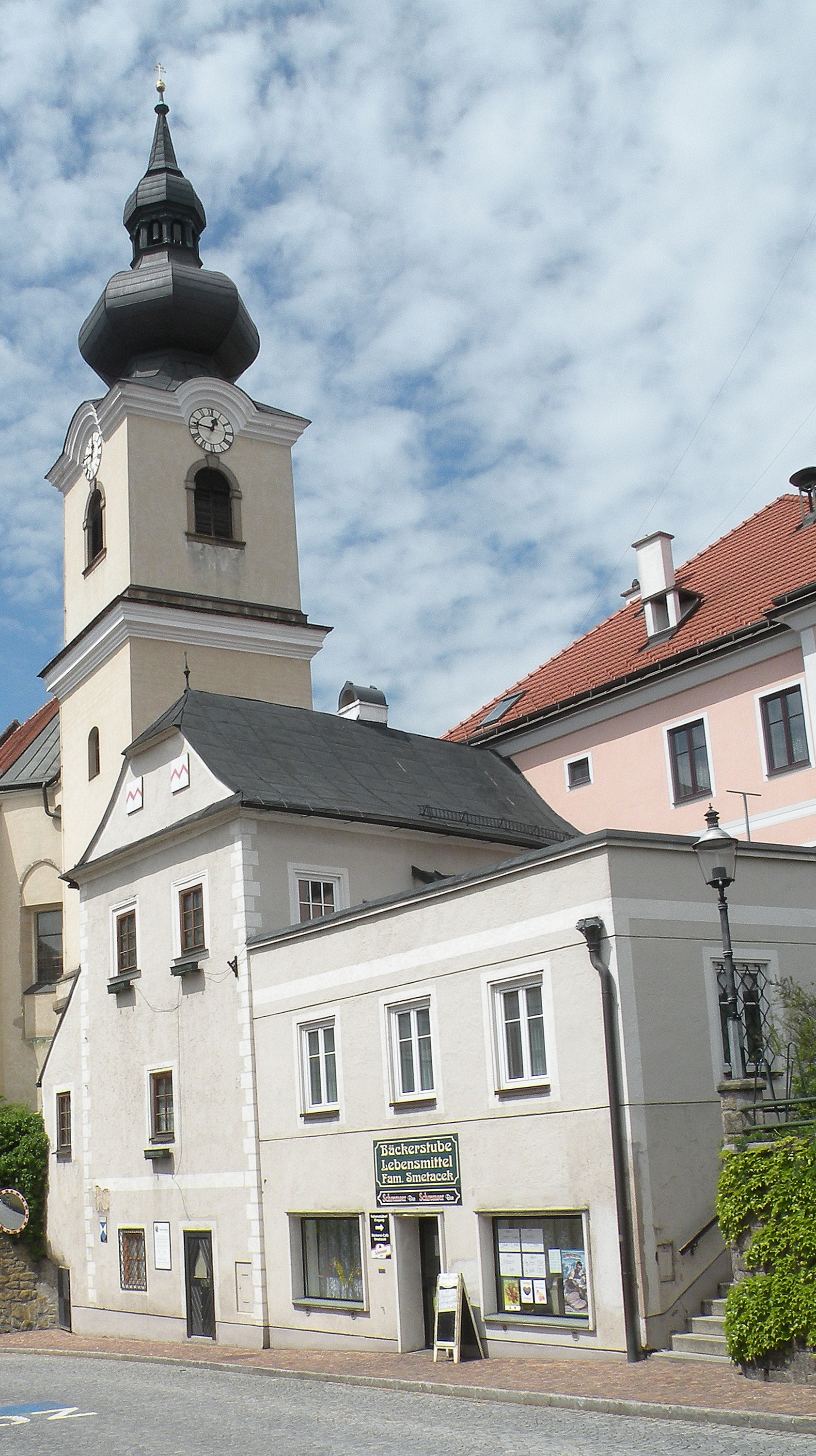
Gotický dům v Heidenreichsteinu
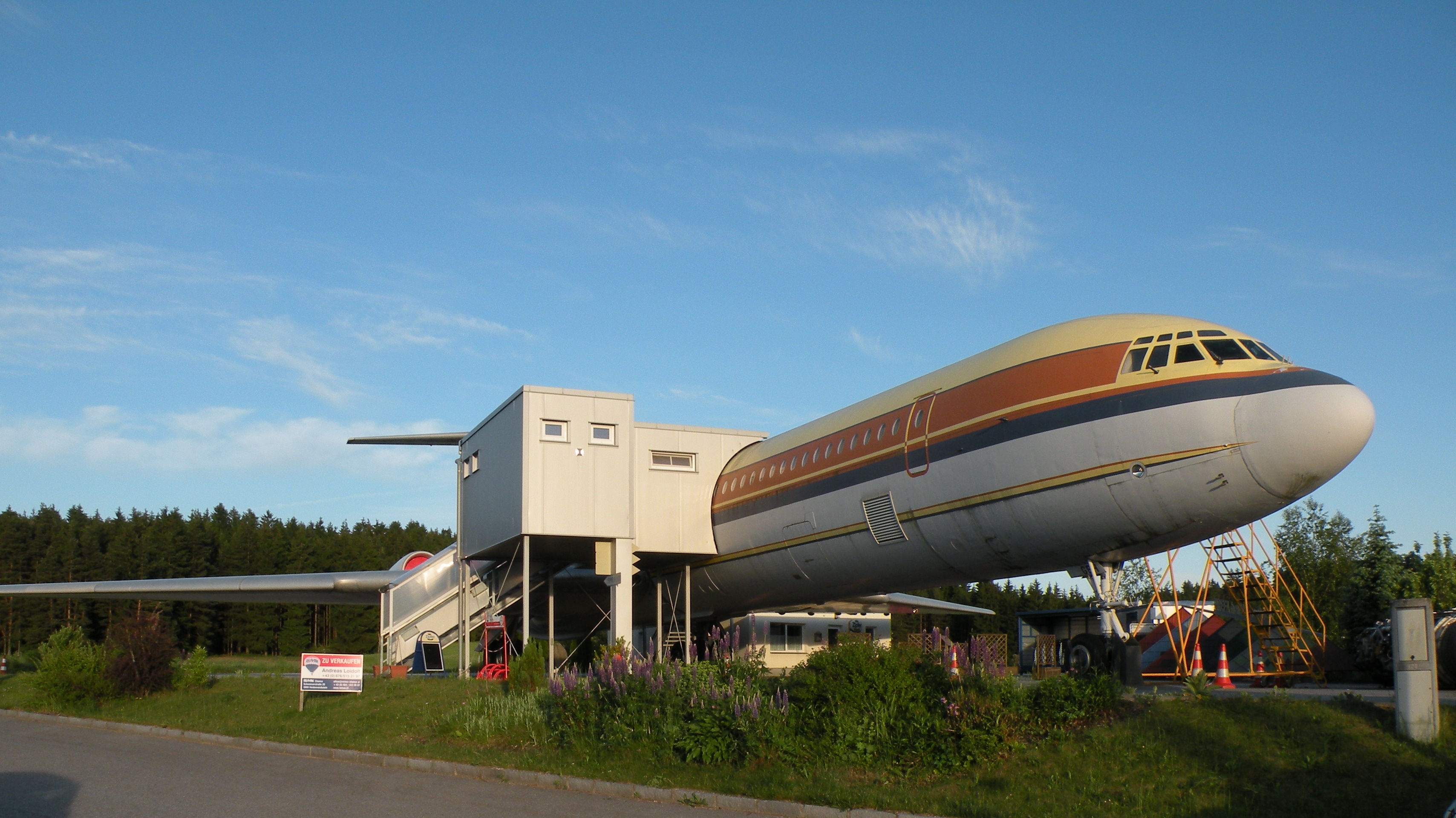
Restaurace Magic Jet
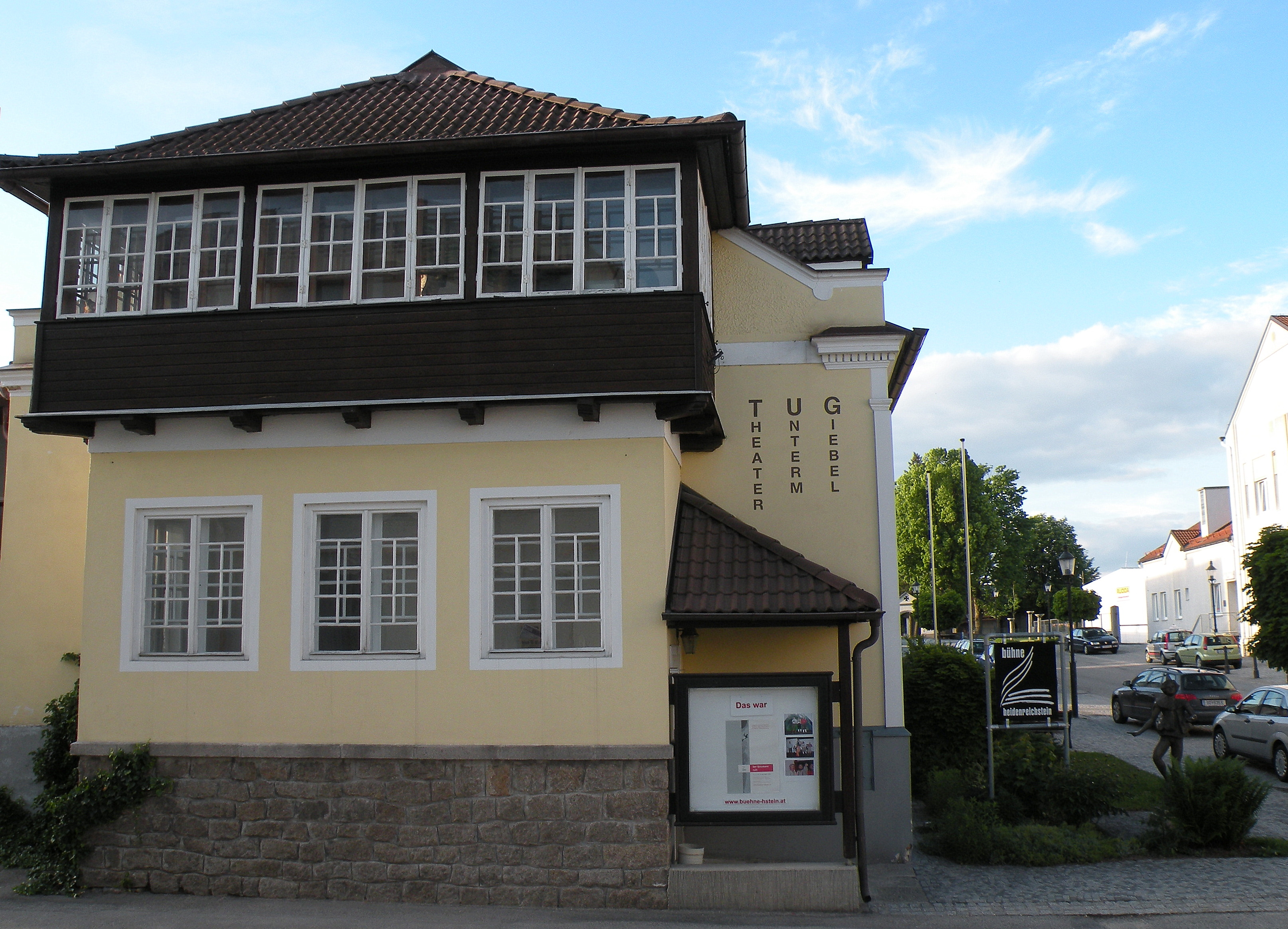
Divadlo v Heidenreichsteinu
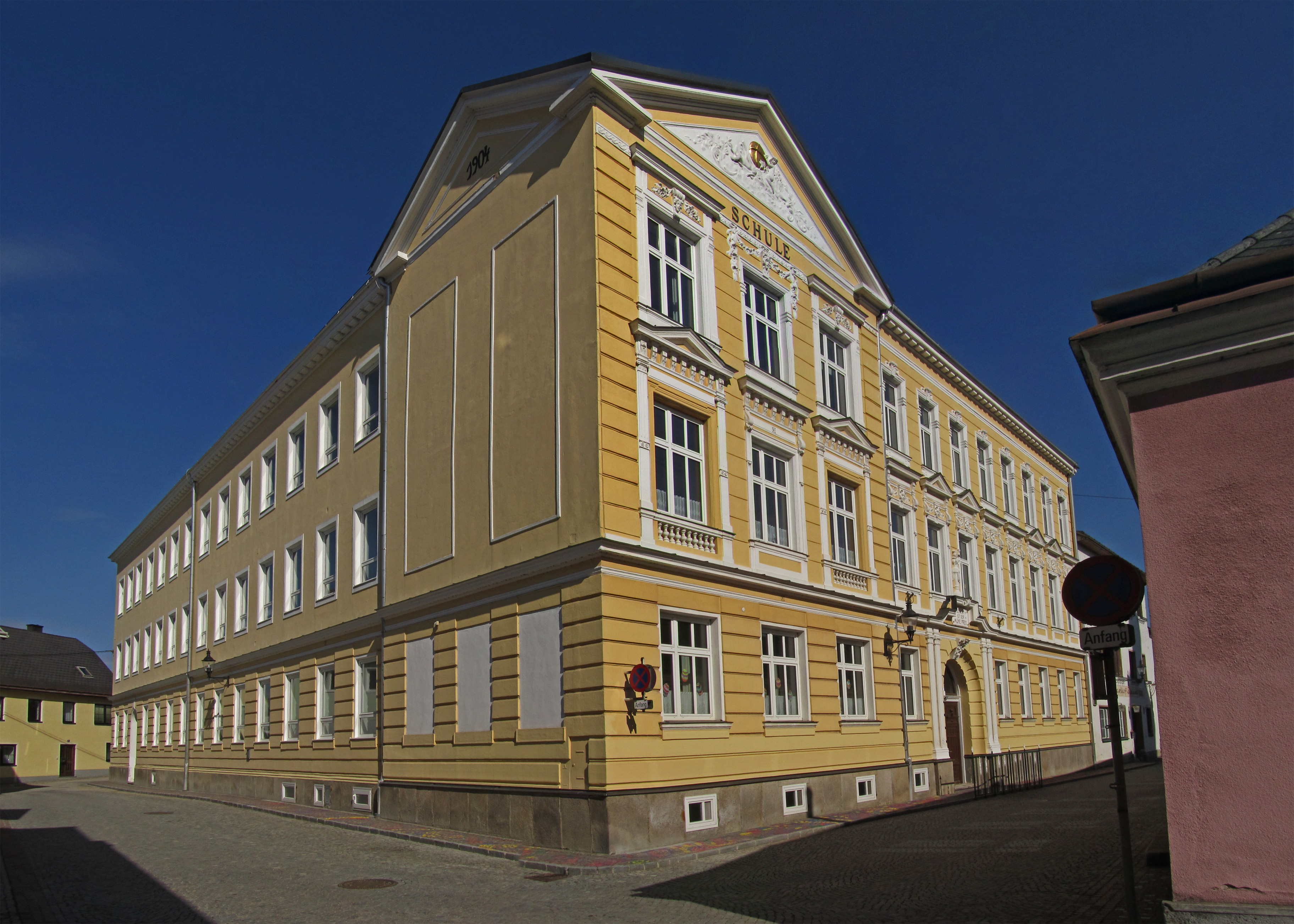
Škola v Heidenreichsteinu